# Stark megye (Ohio)
Stark megye az Amerikai Egyesült Államokban, azon belül Ohio államban található. Megyeszékhelye és legnagyobb városa Canton. Lakosainak száma 374 853 fő (2020. április 1.). Stark megye Portage, Tuscarawas, Carroll, Mahoning, Columbiana, Holmes, Wayne és Summit megyékkel határos.

## Népesség
A megye népességének változása:
| Lakosok száma | 375 483 | 374 508 | 375 105 | 375 432 | 375 165 | 374 853 |
|               | 2010    | 2011    | 2012    | 2013    | 2015    | 2020    |